# EHF-Europapokal der Pokalsieger der Frauen 2002/03
Am EHF-Europapokal der Pokalsieger 2002/03 nahmen 29 Handball-Vereinsmannschaften aus 28 Ländern teil. Diese qualifizierten sich in der vorangegangenen Saison in ihren Heimatländern im Pokalwettbewerb für den Europapokal. Bei der 27. Austragung des Pokalsiegerwettbewerbes, konnte mit ESBF Besançon zum ersten Mal eine Mannschaft aus Frankreich den Pokal gewinnen.

## 3. Runde
Da die Europäische Handballföderation die Rundenbezeichnungen aller Clubwettbewerbe vereinheitlichte und das Starterfeld im Cup der Pokalsieger relativ klein war, begann dieser erst mit den Spielen der 3. Runde.
Die Hinspiele der 3. Runde fanden zwischen dem 4.–11. Januar und die Rückspiele zwischen dem 5.–12. Januar 2003 statt.
|                             | Gesamt    |                              | Hinspiel  | Rückspiel |
| --------------------------- | --------- | ---------------------------- | --------- | --------- |
| Győri Graboplast ETO        | 74:46     | ŽRK Željezničar Sarabon      | 41:21     | 33:25     |
| KSK Luch Moskau             | 64:34     | APS Makedonikos Thessaloniki | 35:15     | 29:19     |
| Drut Belpak Beliniche       | 36:73     | RK Lokomotiva Zagreb         | 17:39 (1) | 19:34     |
| Juventude Desportiva do Lis | 29:58     | AS Silcotub Zalău            | 14:31     | 15:27 (2) |
| Napredak Kruševac           | 53:53 (3) | HC Florgarden FOS            | 28:27 (4) | 25:26     |
| Anadolu University S.C.     | 66:38     | Maccabi Kiriat Sharet Holon  | 34:15     | 32:23 (5) |
| SSV Dornbirn Schoren        | 72:50     | Pasvalio Svalia              | 35:22     | 37:28 (6) |
| KIF Kolding                 | 73:36     | Etar Weliko 64 Tarnowo       | 37:21     | 36:15     |
| Skövde HF                   | 44:47     | GZKS Sośnica Gliwice         | 22:22 (7) | 22:25     |
| Zeeman Vastgoed SEW         | 49:60     | LC Brühl Handball St. Gallen | 29:31     | 20:29     |
| TSV Bayer 04 Leverkusen     | 59:22     | Sparta IF Helsinki           | 31:12 (8) | 28:10 (8) |
| Enosis Neoleas Athienou     | 33:85     | ESBF Besançon                | 20:40     | 13:45     |
| ABU Baku                    | 48:45     | Jelovica Škofja Loka         | 23:19 (9) | 25:26     |

Durch ein Freilos zogen GK Rostow-Don, Alsa Elda Prestigio und Spartak Kiew direkt in die 4. Runde ein.

## 4. Runde
In der 4. Runde fanden die Hinspiele vom 15.–22. Februar und die Rückspiele vom 15.–23. Februar 2003 statt.
|                         | Gesamt |                              | Hinspiel   | Rückspiel |
| ----------------------- | ------ | ---------------------------- | ---------- | --------- |
| KSK Luch Moskau         | 49:51  | RK Lokomotiva Zagreb         | 28:26      | 21:25     |
| Spartak Kiew            | 58:51  | GZKS Sośnica Gliwice         | 32:23      | 26:28     |
| SSV Dornbirn Schoren    | 45:73  | KIF Kolding                  | 19:36      | 26:37     |
| AS Silcotub Zalău       | 57:37  | Anadolu University S.C.      | 27:15 (10) | 30:22     |
| GK Rostow-Don           | 43:47  | Győri Graboplast ETO         | 26:22      | 17:25     |
| TSV Bayer 04 Leverkusen | 63:44  | LC Brühl Handball St. Gallen | 31:19      | 32:25     |
| HC Florgarden FOS       | 42:65  | Alsa Elda Prestigio          | 24:40 (11) | 18:25     |
| ABU Baku                | 43:59  | ESBF Besançon                | 20:28 (12) | 23:31     |

## Viertelfinale
Im Viertelfinale fanden die Hinspiele vom 14.–16. März und die Rückspiele vom 22.–23. März 2003 statt.
|                      | Gesamt     |                         | Hinspiel | Rückspiel |
| -------------------- | ---------- | ----------------------- | -------- | --------- |
| RK Lokomotiva Zagreb | 44:48      | KIF Kolding             | 25:22    | 19:26     |
| ESBF Besançon        | 51:50      | TSV Bayer 04 Leverkusen | 28:27    | 23:23     |
| AS Silcotub Zalău    | 50:51      | Győri Graboplast ETO    | 24:22    | 26:29     |
| Alsa Elda Prestigio  | 46:46 (13) | Spartak Kiew            | 29:21    | 17:25     |

## Halbfinale
Im Halbfinale fanden die Hinspiele vom 5.–6. April und die Rückspiele vom 12.–13. April 2003 statt.
|               | Gesamt |                      | Hinspiel | Rückspiel |
| ------------- | ------ | -------------------- | -------- | --------- |
| Spartak Kiew  | 51:48  | KIF Kolding          | 27:24    | 24:24     |
| ESBF Besançon | 56:45  | Győri Graboplast ETO | 30:18    | 26:27     |

## Finale
Das Hinspiel fand am 10. Mai 2003 in Browary im Palace of Sport BVUFK und das Rückspiel am 18. Mai 2003 in Besançon im Palais des Sports statt.
|              | Gesamt |               | Hinspiel | Rückspiel |
| ------------ | ------ | ------------- | -------- | --------- |
| Spartak Kiew | 45:47  | ESBF Besançon | 30:27    | 15:20     |